# Acido 12-idrossistearico
L'acido 12-idrossistearico, in sigla 12-HSA,  è un acido grasso composto da 18 atomi di carbonio e un gruppo ossidrile -OH in posizione 12.
Si presenta normalmente come miscela di 2 enantiomeri :
(R) con numero CAS: 5762-36-7
(S) con numero CAS: 18417-00-0
o come racemo, acido DL-idrossistearico, con numero CAS: 36377-33-0.
L'acido 12-idrossistearico è un acido a catena lunga, saturo e idrossilato. Questo comporta peso molecolare e un punto di fusione, 75-78 °C, relativamente alto, con 2 gruppi funzionali che lo predispongono all'autocondensazione,
Gli omopolimeri dell'acido 12-idrossistearico chiamato anche acido polidrossistearico ha numero CAS: 27924-99-8
È stato dimostrato che il 12-HSA può aggregarsi in dimeri, trimeri, tetrameri e altri aggregati di ordine superiore. Ciò è dovuto all'interazione tra i gruppi carbossilici tramite legame idrogeno, formando dimeri ciclici o acilici. Anche il gruppo ossidrilico è capace di formare legami a idrogeno, spingendo ulteriormente all'aggregazione.
12-HSA in solventi organici (normalmente oli)  è in grado di formare gel anche con basse concentrazioni mediante cristallizzazione in una rete fibrosa la cui trama è definita dalle interazioni dei legami idrogeno.
Le fibre formate in soluzione sono rigide e possono raggiungere diversi micrometri di lunghezza. Studi cristallografici hanno dimostrato che la larghezza delle fibre è un multiplo della lunghezza dei dimeri 12-HSA formati dal/dai legami idrogeno tra i gruppi carbossilici. L'allungamento delle fibre è dovuto al legame idrogeno del gruppo ossidrilico in posizione 12.

## Produzione
L'acido 12-idrossistearico può essere ottenuto mediante idrogenazione catalitica dell'olio di ricino e successiva idrolisi o per idrogenazione dell'acido ricinoleico. Normalmente l'olio di ricino viene sottoposto a idrogenazione in modo da saturare l'acido ricinoleico e trasformarlo in acido 12-idrossistearico. Questo processo può essere eseguito a temperatura ambiente a una pressione di 40 psi con alcool come solvente. Nel processo di idrogenazione, l'olio di ricino si trasforma in una massa solida di olio di ricino idrogenato costituito da gliceridi saturi di 12 HSA (fino all'80%), acido ricinoleico (2-4%), acido stearico con tracce di palmitico (10-15%) e acido oleico con tracce di linoleico(1-4%).
12-HSA viene isolato dall'olio di ricino idrogenato saponificando quest'ultimo con una soluzione di NaOH al 20-25% o di un drossido di metallo alcalino scelto tra litio, calcio o alluminio, seguito dalla decomposizione dei saponi ottenuti con acido cloridrico.
Purezza e proprietà del 12-HSA isolato dall'olio di ricino dipendono sostanzialmente dalla qualità dell'olio, dalle condizioni della sua idrogenazione, dalla saponificazione dell'olio di ricino idrogenato, dalla decomposizione dei saponi mediante acido cloridrico, dal lavaggio, dall'essiccamento e dallo stoccaggio. La composizione tipica dell'acido 12-idrossiottadecanoico commerciale ottenuto dall'olio di ricino idrogenato (numero CAS:  8001-78-3) è 84–85% di acido 12-idrossistearico, 8,3-9,5% di acido stearico, 5% di trigliceridi(olio di ricino), <1–2% di polivinil stearato e 0, 9-1% di acido palmitico. L'acido 12-idrossistearico può anche essere ottenuto dal 2-esilciclododecanone che viene ossidato con una miscela di acido peracetico e permaleico in cloruro di metilene, formando del lattone di acido idrossistearico. L'idrolisi alcalina successiva produce idrossistearato, dal quale si può ottenere acido idrossistearico.

## Utilizzo
Soprattutto per le sue proprietà gelificanti l'acido 12-idrossistearico ha un massivo utilizzo industriale per la produzione di prodotti per il lavaggio e la pulizia, adesivi e sigillanti, additivi alimentari, lubrificanti e grassi, lucidi e cere, fertilizzanti, vernici e inchiostri, prodotti di rivestimento e cosmetici e farmaci.
Nella tecnologia dei polimeri può essere utilizzato come co-stabilizzante.
È spesso utilizzato nella sua forma di sale metallico. Il litio 12-idrossistearato, noto anche come "sapone di litio", assieme ad altri sali metallici dell'acido idrossistearico, è la base formulativa dei principali grassi lubrificanti nell'industria automobilistica e aerospaziale.
L'unione europea ne importa ogni anno da 10000 a 100000 tonnellate.